# Carex yangshuoensis
Espèce
Classification phylogénétique
Carex yangshuoensis est une espèce de plantes du genre Carex et de la famille des Cyperaceae.